# Stefan Sterzinger

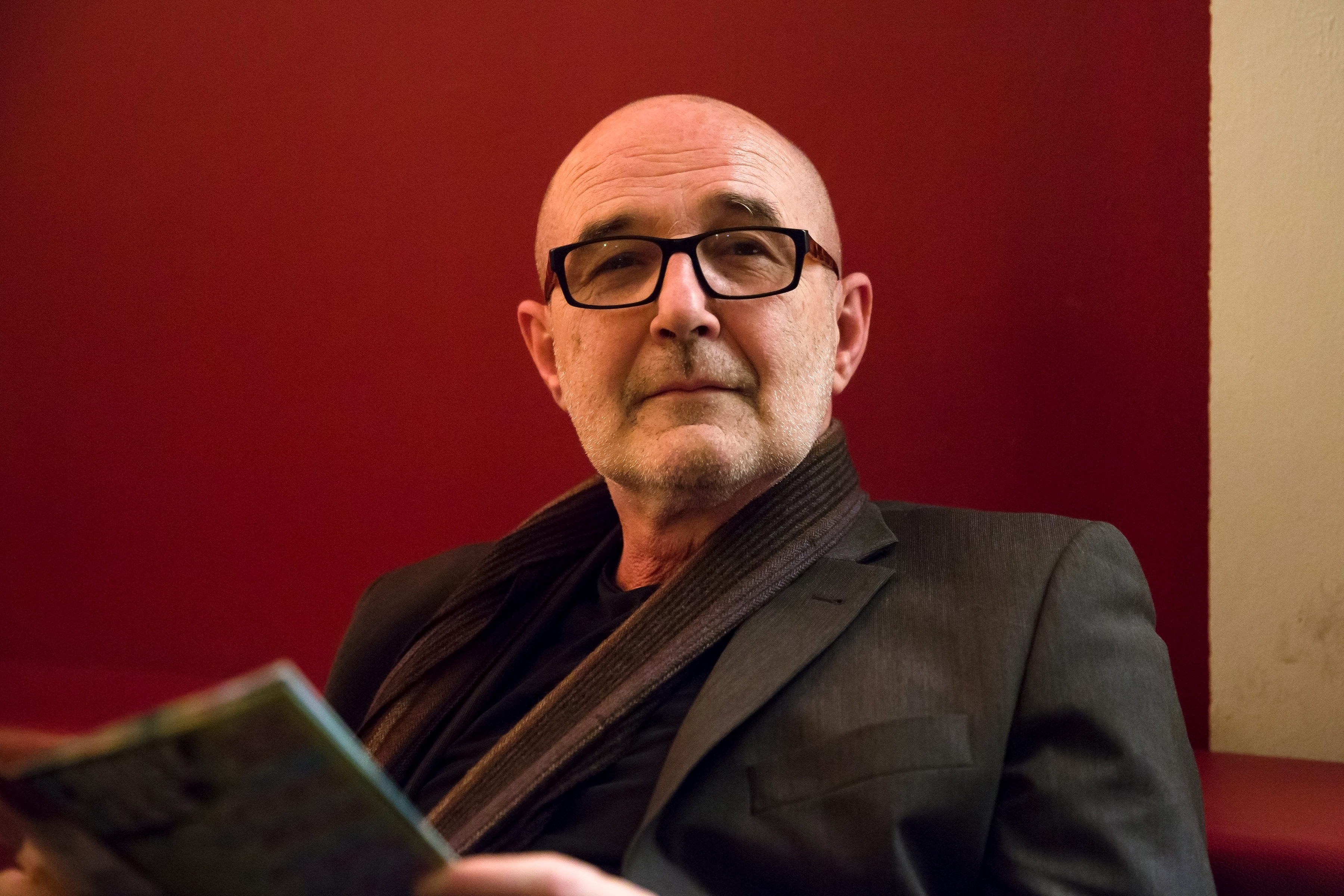
Stefan Sterzinger (2015)

Stefan Sterzinger (* 1957 in Wien)  ist ein österreichischer Sänger und Akkordeonist.

## Leben
Stefan Sterzinger wurde 1957 in Wien geboren und wuchs im Weinviertel auf. Ein Studium der Sozial- und Wirtschaftswissenschaften brach er kurz vor Ende ab. Seit 1986 diverse Kollaborationen zur Umsetzung von künstlerischen, kulturellen und politischen Versuchsanordnungen und Fragestellungen in Text, Musik und Shows. Stefan Sterzinger ist Autodidakt. Er gilt als musikalischer Grenzgänger und Querdenker, lebt und arbeitet in Wien, ist verheiratet und Vater einer erwachsenen Tochter.

## Eigene Produktionen (Auswahl)
- 2014 bis 2016: ashanti blue. Mit Maria Craffonara, Kristian Musser, Thomas Castaneda, Franz Schaden und Jörg Mikula (Sterzinger Experience).[4][5][6]
- 2014 ff: belofour. Mit Stefan Heckel, Nikola Zaric und Paul Schuberth.[7]
- 2014 bis 2015: shisha boogie. Mit Kristian Musser und Jörg Mikula.[8]
- 2014 bis 2015: irgendetwas schoenes. Mit Raphael Sas und Lukas Lauermann.
- 2012 bis 2013: trio sms. Mit Der Nino aus Wien und Raphael Sas.[9]
- 2012 bis 2014: fraeulein gustl. Mit Nathalie Ofenböck, Der Nino aus Wien,  Raphael Sas und Lukas Lauermann.[10]
- 2010 bis 2013: rock´n roll. Mit Martina Winkler, Alexander Gheorghiu, Lothar Lässer, Franz Schaden und Jörg Mikula (Sterzinger Experience).[11][12]
- 2008 ff: sterzinger solo[13][14]
- 1986 bis 1994: franz franz & the melody boys. Mit Natascha Smart Bishofsky, Vincenz Witzlsperger, Heinz Ditsch und Paul Skrepek.[15][16][17]

## Aufträge und Dienstleistungen (Auswahl)
- 2003/2005 „Ausgerechnet Bananen“, Schlager und Operetten Revue, Wiener Volkstheater, musikalische Leitung und live Akkordeon
- 2003 "Der tollste Tag", Theaterstück von Peter Turrini, Wiener Volkstheater, musikalische Leitung und live Akkordeon
- 2002 „juenga weama nimma“, Wienerlied Revue, Wiener Volkstheater, musikalische Leitung und live Akkordeon
- 2000 „Der Widerspenstigen Zähmung“, Theatermusik, Sommerspiele Röttingen, musikalische Leitung und live Akkordeon
- 1996 „Indien“, Theatermusik, Vereinigte Bühnen Bozen, musikalische Leitung und live Akkordeon
- 1996 „Sex & Drugs & Operacci“, Auftragsproduktion, Wiener Festwochen, Walzertechno über Johann Strauß, Stefan Sterzinger(Konzept & Komposition) mit Dominik Blaschek (Mezzosopran), Giuseppe Frizzi (Kontrabass), Natascha Smart Bishofsky (Bühnenbild und Lichtinstallation) und Krisha Piplits(Lichtdesign)
- 1995 „Die große Alex Peterander Show“, Auftragsproduktion, Nö. Donaufestival, Konzept & Durchführung: Stefan Sterzinger & Stephan Kreiss

## Diskografie (Auswahl)
- „Ashanti Blue“ (Album, Sterzinger Experience, Monkey, 2015)
- „Rock´n Roll“ (Album, Sterzinger Experience, Monkey, 2011)
- „Fräulein Gustl oder Ich muß auf die Uhr schau´n“, ((Hör-)Buch, Schnitzelrband, Edition Meerauge, 2012)
- „Sterzinger“ (Album, ORF, 2008)
- „In Ottokar´s Irrtum“ (Album, Franz Franz & The Melody Boys, 1992)
- „Kostbare Miniaturen“ (Album, Franz Franz & The Melody Boys, 1989)